# Stiftelsen Fredshögskolan
Stiftelsen Fredshögskolan var ett nordiskt institut som grundades 1939. Initiativet till högskolan togs av folkhögskolerektorn Filip Stenson. Bland medgrundarna återfinns namn som Karin Boye, Greta Engkvist, Emilia Fogelklou, Anna Lenah Elgström, Ellen Hagen, Oscar Olsson, Birgit Hedström och Fredrik Ström. Även Herbert Tingsten och Einar Tegen var med från start. Totalt 18 organisationer var med och understödde fredshögskolans bildande.
Syftet var att genom bildning i form av föreläsningar och studiecirklar främja nationellt och internationellt samarbete. Fredshögskolan skulle även bidra till fredsforskning. Representanter från stiftelsen var i andra världskrigets slutskede med och grundade Samarbetskommittén för demokratiskt uppbyggnadsarbete (SDU).
Från grundandet till 1947 var Lydia Wahlström stiftelsens ordförande. Även Tora Sandström var engagerad i stiftelsen.